# Kingdom Hearts Coded
Kingdom Hearts Coded (Eigenschreibweise Kingdom Hearts coded, jap. キングダム ハーツ コーデッド Kingudamu Hātsu Kōdeddo) ist ein im Jahr 2008 veröffentlichtes episodenähnliches Puzzle-Action-Rollenspiel. Es entstand aus einer Zusammenarbeit von Square Enix und der Disney Interactive Media Group und wurde exklusiv für Mobiltelefone von NTT DoCoMo, dem größten Mobilfunkanbieter in Japan, entwickelt. Es ist das vierte Spiel in der Kingdom-Hearts-Videospielserie und spielt ein Jahr nach dem Ende von Kingdom Hearts II. Die Geschichte handelt von den Eintragungen in Jiminy Crickets Tagebuch. Angekündigt wurde das Spiel auf der Tokyo Game Show 2007.
Es erschien bedingt durch die ausgewählte Plattform nur in Japan. Eine Vorinstallation wurde am 18. November 2008 zur Verfügung gestellt, bevor das eigentliche Spiel auf acht Teile verteilt zwischen dem 3. Juni 2009 und dem 28. Januar 2010 veröffentlicht wurde. Allerdings wurde unter dem Titel Kingdom Hearts Re:coded ein Nintendo-DS-Remake des Spiels in Japan, den USA und Europa veröffentlicht.

## Gameplay
Kingdom Hearts coded ist ein Puzzlespiel vermischt mit Action-Elementen. Das actionreiche Gameplay ist ähnlich dem Action-RPG-Stil der vorherigen Spiele und bietet eine ähnliche Verbindungsfläche. Coded beinhaltet auch Minispiele und Plattform-Elemente. Das Spiel besteht aus einem Mix aus Grafiken, mit dreidimensionalen Hintergründen und zweidimensionalen Figuren. Wie zuvor in den Trailern zu sehen war, spielt man Sora in verschiedenen Leveln, mit schwebenden roten und schwarzen Blöcken. Die Kämpfe werden wie bereits bei den Vorgängerspielen in Echtzeit auf der Feldkarte ausgetragen und beinhalten einen sogenannten „Debug“-Modus, in dem man spezielle Gegner, genannt Bugs, besiegen muss, um diese Blöcke loszuwerden. Die Blöcke werden auch verwendet, um Rätsel zu lösen oder höhere Ebenen zu erreichen. Die Geschichte des Spiels verläuft sehr geradlinig von einem Geschehen zum Nächsten, in der Regel durch eine Zwischensequenz getrennt. Das meiste Spielgeschehen findet auf miteinander verbundenen Karten, wo auch die Kämpfe ausgetragen werden, statt.
Das Remake verfügt über ein Menü, welches man im Pausenmenü mit verschiedenen Angriffs- und Magiefähigkeiten bestücken, und dann mit Hilfe der Pfeiltasten auswählen und über das Drücken der X-Taste auslösen kann. Bereits ausgeführte Fähigkeiten werden automatisch mit einer bestimmten Geschwindigkeit, die immer von der Stärke der Fähigkeiten abhängt, neu aufgeladen. Ähnlich wie in den beiden Vorgängerspielen verfügt auch Kingdom Hearts Re:coded über ein Levelsystem, welches aber etwas anders funktioniert. So erhält man von den besiegten Gegnern keine Erfahrungspunkte, sondern erhöht seine Werte bzw. die Stufe durch Computerchips, die man in seine System-Matrix einsetzen kann. Diese Computerchips lassen sich in den Leveln finden oder gegen gesammelte Missionspunkte eintauschen.

## Inhalt

### Schauplatz
Coded spielt kurz nach dem Ende von Kingdom Hearts II und folgte der Geschichte von Jiminy Cricket, König Micky, Donald Duck und Goofy im Schloss Disney. Im Spiel schreitet der Spieler durch eine Reihe von Leveln, welche virtuelle Repräsentationen der Welten, des ersten Kingdom-Hearts-Spiels, in der digitalisierten Version von Jiminys Tagebuch sind, und in der Reihenfolge, in der Sora sie damals besucht hat, angeordnet sind. Diese virtuellen Welten basieren auf verschiedenen Schauplätzen aus vielen Disney-Animationsfilmen, sowie der Originalwelten im ersten Spiel der Serie. So besucht man die Insel des Schicksals, Traverse Town, das Wunderland aus Alice im Wunderland, die Arena des Olymps aus Hercules, Agrabah aus Aladdin und Hollow Bastion. Das Schloss des Entfallens aus dem Vorgängerspiel Chain of Memories, taucht als Finallevel auf.

### Figuren
Der Protagonist und die einzige spielbare Figur des Spiels ist ein künstlicher virtueller intelligenter Avatar von Sora, im Spiel gelegentlich als „Daten-Sora“ genannt, erstellt aus den Daten aus Jiminys Tagebucheinträgen. Da der Schauplatz des Spiels dem des ersten Spiels entspricht, ähnelt der Daten-Sora in seiner Kleidung dem Original-Sora von damals. Drei weitere ursprüngliche Kingdom-Hearts-Figuren – Riku, Naminé und Roxas – erscheinen ebenso als virtuelle Avatare von sich selbst. Wie frühere Kingdom-Hearts-Spiele, beinhaltet coded zahlreiche Disney- und Final-Fantasy-Figuren, die bereits im ersten Spiel auftauchten. Einige Figuren, darunter König Micky, Pluto und Jiminy Cricket, als auch Donald Duck und Goofy, die kurz ihre Rollen als computergesteuerte Partner von Sora in einem der Level im Spiel wiederaufnehmen, mit Ausnahme, dass dem Spieler nur mehr Freiheit gegeben wird, ihre Handlungen durch den Einsatz von Befehle zu steuern. Die Hauptgegner im Spiel sind Bugs, die die Daten von Jiminys Tagebuch beschädigen und in Form von roten und schwarzen Blöcken sowie von Herzlosen aus dem ersten Kingdom-Hearts-Spiel auftauchen. Weitere Antagonisten sind Malefiz und Kater Karlo, die ihre Rollen aus den früheren Spielen fortsetzen.

### Geschichte
Jiminy Cricket organisiert seine beiden Tagebuchchroniken von Soras Reisen, von denen einer die Zeile „Naminé danken“, die er am Ende von Chain of Memories geschrieben hat, beinhaltet – als er eine zweite Zeile entdeckt, an die er sich nicht erinnert: „Wir müssen zurückkehren, um sie von ihrer Qual zu befreien“ (in Re:coded: „Ihre Schmerzen werden heilen, wenn wir zurück zu Hilfe eilen“). König Micky hat den Inhalt der Tagebücher digitalisiert, um diese zweite Nachricht zu untersuchen, nur um festzustellen, dass die Daten durch Bugs, in Form von roten und schwarzen Blöcke und Herzlosen, beschädigt wurde. Mickey führt so einen virtuellen Sora mit dem Namen „Data-Sora“ durch mehrere Welten in der Datenwelt an, um das Tagebuch durch die Zerstörung der Bugs und der digitalisierten Herzlosen zu reparieren.
Während dies geschieht, werden Micky, Donald, Goofy und Jiminy durch einen Avatar aus den unverfälschten Daten des Tagebuchs, der die Form eines virtuellen Riku annimmt, selbst in die Datenwelt gezogen, um dem Daten-Sora eine bessere Unterstützung beim Reparieren des Tagebuchs zu bieten. Allerdings entdecken sie, dass auch Malefiz und Karlo sich in die Datenwelt begeben haben, um in ihrem letzten Versuch sich die Weltherrschaft anzureißen. Malefiz selbst zerstört das auf Daten basierende digitale Schlüsselschwert des Daten-Soras und entführt den Daten-Riku, aber Daten-Sora dringt mit Hilfe von Donald und Goofy weiter in die Datenwelt ein, bis er die Fähigkeit gewinnt, das echte Schlüsselschwert herbeizuzaubern. Karlo hat derweilen den Daten-Riku mit Bugs infizierten, den Daten-Sora besiegt und von den Bugs befreit, nur um festzustellen, dass danach die Datenwelt wieder in ihren Ursprungszustand zurückgesetzt wird, einschließlich Daten-Soras Erinnerungen. Der Reparierungsprozess aktiviert auch den Bug, der verantwortlich für die Beschädigung der Daten ist, welcher die Form von Soras Herzlosen annimmt. Daten-Sora kann den Bug zerstören, bevor er seine Erinnerungen verliert, während Micky und die anderen, inklusive Malefiz und Karlo, von Riku in ihre normalen Welten gebracht wird.
Da das Tagebuch nun vollständig repariert ist, enthüllt Data-Riku zusätzliche Daten nach dem Schloss des Entfallens, die das Geheimnis der zweiten Nachricht aufdeckt. Mickey führt den wiederhergestellten Daten-Sora in die zusätzliche Welt, wo er von einem virtuellen Roxas getestet wird, um den Schmerz zu ertragen, seine Freunde als Ergebnis der Reparierung des Tagebuchs verloren zu haben. Daten-Sora besiegt schließlich den Daten-Roxas und erhält so Zugang zum tiefsten Abschnitt des Schloss des Entfallens. Dort begegnen Daten-Sora und Micky eine virtuelle Version von Naminé, welche die wirkliche Naminé als diejenige enthüllt, die die zweite Nachricht in Jiminys Tagebuch hinterlässt, nachdem sie bei der Wiederzusammenführung von Soras Erinnerungen, einige Erinnerungen von Personen gefunden hat, die mit Soras wirklichen Herzen verbunden sind – Roxas, Axel, Xion, Terra, Aqua und Ventus. Die Bugs erschienen dabei als Nebenwirkung, beim Hinzufügen der Nachricht im Tagebuch. Bevor sie verschwindet, erklärt Daten-Naminé, dass es die Pflicht des wirklichen Soras ist, diesen mit ihm im Herzen verbundenen Menschen zu helfen. Dies teilt Micky dem wirklichen Sora durch einen Brief am Ende von Kingdom Hearts II mit.
In einer geheimen Abschlusssequenz, die exklusiv im Remake enthalten ist, diskutieren Micky und Yen Sid über die Aufenthaltsorte von Terra, Aqua und Ventus. Während ihres Gesprächs offenbart Yen Sid, dass durch die Zerstörung von Xehanorts Herzlosen und dessen Niemand die Rückkehr von Meister Xehanort gewährleistet ist. Um sich für diese neue Bedrohung vorbereiten, beauftragt Yen Sid Micky ihm Sora und Riku zu bringen, um mit ihnen die Meisterprüfung abzuhalten.

## Entwicklung und Veröffentlichung
Coded wurde von Tetsuya Nomura und Hajime Tabata inszeniert und ist die erste Zusammenarbeit von Square Enix mit der Disney Interactive Media Group. Es wurde zusammen mit Kingdom Hearts 358/2 Days und Kingdom Hearts Birth by Sleep auf der Tokyo Game Show am 29. September 2007 angekündigt, wo ein Trailer zum Spiel unter hohen Sicherheitsvorkehrungen gezeigt wurde. Weitere Trailer folgten auf der Jump Festa im Dezember 2007 und auf einer Privatparty im August 2008. Eine spielbare Demoversion sowie neue Trailer, wurden 2008 bei Tokyo Game Show und der Jump Festa zur Verfügung gestellt. Während frühe Trailer sich auf das Gameplay bezogen, konzentrierten sich spätere Trailer mehr auf die Geschichte, welche einige Handlungsstränge hinter dem ersten Kingdom-Hearts-Spiel offenbarten.
Mitte 2007 erwähnt Nomura den Wunsch, ein Ableger-Spiel zu Kingdom Hearts auf einer Handy-Plattform zu schaffen und wollte, dass es etwas ganz anderes ist, als die anderen Spiele der Reihe. Das Spielkonzept wurde von Nomura entwickelt, der das Spiel wie einen Spielplatz für Fans machen wollte. Tabatas ursprünglich ausgedachter Plan war schrecklich, aber trotzdem interessant. Das Entwickler-Team plante, den Einsatz von Telefon-Technologien, um die Interaktion zwischen den Spielern zu erleichtern. Coded wurde mit 3D- und 2D-Grafiken entwickelt, um das Spiel auf einer Reihe von Handys, auch im Ausland, spielen zu können. Frühe Screenshots zeigten das Spiel in einem Breitbild-Format, basierend auf der Idee, dass mehr zukünftige Modelle einen schwenkbaren Bildschirm besitzen würden.
Coded wurde zunächst als Vorinstallation für NTT DoCoMos Handy der Serie PRIME Series P-01A veröffentlicht. Da viele Handy-Spiele auf dem Markt freie Inhalte anboten, plante Nomura, das Spiel über ein neues Geschäftsmodell freizugeben, eines das die Industrie, aufgrund Zugangsbeschränkungen, noch nicht gesehen hat. Eingeschlossen in das Modell ist ein Online-Handy-Portal namens Kingdom Hearts Mobile, wo Benutzer Avatare erstellen und mit ihnen Minispiele spielen können. Die eigentliche Veröffentlichung des Spiels erfolgte in Japan auf acht Teile verteilt zwischen dem 3. Juni 2009 und dem 28. Januar 2010, wobei jeden Monat ein neues Teil zum Spielen bereitgestellt wurde. In anderen Ländern erschien das Spiel nicht.
Es wurde über ein Remake des Spiels, ähnlich dem von Kingdom Hearts: Chain of Memories zu Kingdom Hearts Re: Chain of Memories, spekuliert. Es blieb jedoch, bis zur Vorstellung des Spiels neben einigen anderen auf der E3 2010, unbestätigt.

## Remake

Logo des Remakes

Zu Kingdom Hearts coded wurde von Square Enix unter dem Titel Kingdom Hearts Re:coded für den Nintendo DS ein Remake entwickelt. Im Gegensatz zum Original, wurde das Spiel auch in Übersee veröffentlicht und beinhaltet alle Teile in einem Spiel. Das Spiel wurde in Japan am 7. Oktober 2010, in den USA am 11. Januar und in Europa am 14. Januar 2011 veröffentlicht. Die Gameplay-Elemente des Originals wurden komplett überarbeitet. Allerdings hat sich die Geschichte des Spiels nicht verändert, obwohl es mehr Szenen, einschließlich einer neuen geheimen Endsequenz, sowie ein paar Hinweisen auf Kingdom Hearts 3D: Dream Drop Distance, enthält.
Das Remake verfügt über eine grundlegende andere Spielmechanik als das Originalspiel. Es kombiniert die Gameplay-Elemente aus einer Mischung aus Birth by Sleep, 358/2 Days und dem Ursprungsspiel, coded, während es ein ähnliches Levelsystem aus 358/2 Days besitzt. Darüber hinaus wurde das System vereinfacht, um für den „Lichtspieler“ attraktiver zu werden.